# Kanton Salies-de-Béarn
Kanton Salies-de-Béarn (francouzsky Canton de Salies-de-Béarn) je francouzský kanton v departementu Pyrénées-Atlantiques v regionu Akvitánie. Tvoří ho 12 obcí.

## Obce kantonu
- Auterrive
- Bellocq
- Bérenx
- Carresse-Cassaber
- Castagnède
- Escos
- Labastide-Villefranche
- Lahontan
- Léren
- Saint-Dos
- Saint-Pé-de-Léren
- Salies-de-Béarn